# Біатлон на зимових Олімпійських іграх 2022 — естафета (чоловіки)
Змагання з біатлону в естафеті серед чоловіків на зимових Олімпійських іграх 2022 відбулися 15 лютого в місті Чжанцзякоу (Китайська Народна Республіка).
Чинними олімпійськими чемпіонами були представники збірної Швеції, а норвежці та німці на Іграх-2018 здобули, відповідно, срібну та бронзову нагороди. Перед Олімпіадою відбулося чотири естафети в рамках Кубка світу 2021—2022, три з яких виграла Норвегія і одну - Росія. А ще Норвегія виграла Чемпіонат світу 2021 року.

## Результати
| Місце | Номер | Країна                                                                                                   | Час                                       | Штраф (P+S)                          | Відставання |
| ----- | ----- | --- | ----------------------------------------- | ------------------------------------ | ----------- |
| 1     | 1     | Норвегія · Стурла Гольм Легрейд · Тар'єй Бо · Йоганнес Бо · Ветле Шостад Крістіансен                     | 1:19:50.2 20:21.2 20:40.1 19:10.9 19:38.0 | 1+7 0+0 1+3 0+0 0+2 0+2 0+0 0+0 0+0  | —           |
| 2     | 3     | Франція · Фаб'єн Клод · Емільєн Жаклен · Сімон Детьє · Кентен Фійон-Має                                  | 1:20:17.6 19:48.7 20:01.2 20:20.6 20:07.1 | 0+9 0+2 0+0 0+1 0+0 0+2 0+1 0+1 0+2  | +27.4       |
| 3     | 2     | Олімпійський комітет Росії · Халілі Саїд Карімулла · Олександр Логінов · Максим Цвєтков · Едуард Латипов | 1:20:35.5 19:40.9 19:32.8 20:15.5 21:06.3 | 2+6 0+0 0+1 0+0 0+2 0+0 0+0 0+0 2+3  | +45.3       |
| 4     | 4     | Німеччина · Ерік Лессер · Роман Рес · Бенедикт Долль · Філіпп Наврат                                     | 1:20:54.5 20:21.8 20:15.0 19:36.3 20:41.4 | 1+9 0+0 0+3 0+0 0+1 0+1 1+3          | +1:04.3     |
| 5     | 8     | Швеція · Пеппе Фемлінг · Єспер Нелін · Мартін Понсілуома · Себастьян Самуельссон                         | 1:21:39.6 20:18.5 21:01.5 20:05.0 20:14.6 | 1+13 0+1 0+3 1+3 0+1 0+3 0+1 0+0 0+1 | +1:49.4     |
| 6     | 10    | Канада · Адам Ранналлс · Крістіан Гоу · Жуль Бурнотт · Скотт Гоу                                         | 1:21:46.5 20:33.2 20:36.8 20:32.6 20:03.9 | 2+9 0+1 1+3 0+0 1+3 0+2 0+0 0+0 0+0  | +1:56.3     |
| 7     | 7     | Італія · Томас Бормоліні · Томмазо Джакомель · Лукас Гофер · Домінік Віндіш                              | 1:21:48.8 20:11.8 20:14.5 20:38.4 20:44.1 | 2+13 0+0 0+2 0+0 0+3 1+3 0+1 0+1 1+3 | +1:58.6     |
| 8     | 5     | Білорусь · Микита Лобастов · Дмитро Лазовський · Максим Воробей · Антон Смольський                       | 1:21:49.2 19:41.8 20:43.9 21:13.8 20:09.7 | 2+11 0+2 0+1 0+0 0+2 0+0 2+3 0+3 0+0 | +1:59.0     |
| 9     | 6     | Україна · Богдан Цимбал · Артем Прима · Антон Дудченко · Дмитро Підручний                                | 1:23:31.5 20:22.9 21:05.4 20:49.9 21:13.3 | 4+12 0+1 0+1 0+1 1+3 0+0 1+3 0+0 2+3 | +3:41.3     |
| 10    | 14    | Австрія · Давід Коматц · Зімон Едер · Фелікс Ляйтнер · Гаральд Леммерер                                  | 1:23:31.9 20:34.2 20:33.2 20:10.9 22:13.6 | 2+8 0+2 0+0 0+0 0+2 0+0 0+0 0+1 2+3  | +3:41.7     |
| 11    | 11    | Словенія · Міха Довжан · Яков Фак · Ловро Планко · Рок Тршан                                             | 1:24:09.6 20:23.6 20:43.1 21:33.7 21:29.2 | 0+10 0+1 0+0 0+1 0+3 0+2 0+1 0+0 0+2 | +4:19.4     |
| 12    | 9     | Швейцарія · Себастьян Штальдер · Беньямін Веґер · Ніклас Гартвеґ · Йоша Буркгальтер                      | 1:24:12.3 20:58.0 20:22.0 20:10.0 22:42.3 | 1+8 0+0 0+0 0+1 0+1 0+0 0+0 1+3 0+3  | +4:22.1     |
| 13    | 15    | США · Шон Доерті · Джейк Браун · Пол Шоммер · Лейф Нордґрен                                              | 1:25:33.0 20:47.2 21:11.5 21:21.2 22:13.1 | 3+13 0+1 1+3 0+0 1+3 0+0 0+2 1+3 0+1 | +5:42.8     |
| 14    | 17    | Литва · Томас Каукенас · Вітаутас Строля · Кароль Домбровський · Лінас Баніс                             | 1:25:37.8 21:10.3 21:11.6 21:25.9 21:50.0 | 0+11 0+2 0+0 0+0 0+3 0+0 0+1 0+3 0+2 | +5:47.6     |
| 15    | 16    | Естонія · Рене Захкна · Крісто Сіймер · Калев Ермітс · Райдо Рянкель                                     | 1:26:03.6 21:25.8 22:26.7 20:56.9 21:14.2 | 2+12 0+0 1+3 0+3 1+3 0+0 0+2 0+1 0+0 | +6:13.4     |
| 16    | 20    | Китай · Чен Фанмін · Янь Син'юань · Чжу Чженьюй · Чжан Чуньюй                                            | 1:26:27.5 20:12.8 22:37.5 21:46.2 21:51.0 | 2+11 0+1 0+0 0+2 2+3 0+1 0+3 0+1 0+0 | +6:37.3     |
| 17    | 12    | Фінляндія · Хейккі Лайтінен · Теро Сеппяля · Оллі Гійденсало · Туомас Хар'юла                            | 1:26:57.7 22:27.8 20:34.7 21:25.2 22:30.0 | 4+14 0+2 2+3 0+0 0+2 0+1 0+3 0+0 2+3 | +7:07.5     |
| 18    | 18    | Болгарія · Благой Тодев · Владімір Ілієв · Дімітар Герджиков · Антон Сінапов                             | 1:27:05.3 22:27.2 20:26.6 21:58.4 22:13.1 | 2+11 0+2 0+1 0+1 0+1 1+3 0+0 0+0 1+3 | +7:15.1     |
| 19    | 13    | Чехія · Якуб Штвртецький · Мікулаш Карлік · Адам Вацлавік · Міхал Крчмарж                                | КОЛО 22:55.8 20:29.3 LAP                  | 1+3 1+3 0+2 0+3 0+0 2+3              | +9          |
| 20    | 21    | Бельгія · Флоран Клод · Тьєррі Ланґер · Том Лагає-Гоффарт · Сезар Бове                                   | КОЛО 21:01.7 22:08.2 LAP                  | 0+0 0+2 0+1 0+2 0+3 0+0              | +9          |
| 21    | 19    | Словаччина · Міхал Шима · Матей Балога · Шимон Бартко · Томаш Скленарік                                  | КОЛО 21:39.2 22:10.1 LAP                  | 0+0 0+2 0+1 0+2 2+3 0+2              | +9          |